# مان أبارت
مان أبارت  أو رجل بصرف النظر  هو فيلم بوليسي أمريكي يجمع بين الحركة والإثارة صدر بالولايات المتحدة في 4 أبريل 2003. من إخراج إف غاري غراي، وتوزيع إستوديو نيو لاين سينما. ومن بطولة النجم فين ديزل و لارينز تيت.
ويروي الفيلم قصة وكيل إدارة مكافحة المخدرات السري شون فيتر (فين ديزل) الذي يحاول الثأر من أباطرة المخدرات بعد قتلهم لزوجته.

## موسيقى الفيلم
1. "The Messenjah (Tweaker Remix)" - P.O.D
2. "Straight Out of Line" - جودسماك
3. "Right Now  [لغات أخرى]‏" - كورن
4. "I'm Tired of Good, I'm Trying Bad" - بوتسي كولينز
5. "Touch" - سيل (مغني)
6. "Descarga Total" - Maraca
7. "Double Drums" - بيتر كرودر
8. "6 Underground" - سنيكر بيمبس
9. "But I Feel Good" - غروف أرمادا
10. "King for a Day  [لغات أخرى]‏" - جاميروكواي
11. "Buena" - مارك ساندمان
12. "My Own Prison  [لغات أخرى]‏" - كريد (فرقة)
13. "Rover Take Over" - Lords of Acid
14. "Gone!" - ذا كيور
15. "Broken Home  [لغات أخرى]‏" - بابا روتش
16. "Nothing To Lose" - بودي كلاين

## وصلات خارجية
- مان أبارت على موقع IMDb (الإنجليزية)
- مان أبارت على موقع ميتاكريتيك (الإنجليزية)
- مان أبارت على موقع روتن توميتوز (الإنجليزية)
- مان أبارت على موقع نتفليكس (الإنجليزية)
- مان أبارت على موقع قاعدة بيانات الأفلام العربية
- مان أبارت على موقع ألو سيني (الفرنسية)
- مان أبارت على موقع Turner Classic Movies (الإنجليزية)
- مان أبارت على موقع أول موفي (الإنجليزية)
- مان أبارت على موقع بوكس أوفيس موجو (الإنجليزية)
- مان أبارت على موقع فيلمافينيتي (الإسبانية)
- الموقع الرسمي للفيلم
- مان أبارت (فيلم) على موقع السينما.كوم
- مان أبارت (فيلم) على موقع قاعدة بيانات الافلام العالمية والعربية elfilm